# Gonoclostera timoniorum
Gonoclostera timoniorum är en fjärilsart som beskrevs av Bremer 1861. Gonoclostera timoniorum ingår i släktet Gonoclostera och familjen tandspinnare. Inga underarter finns listade i Catalogue of Life.